# Palazzo Bargagli

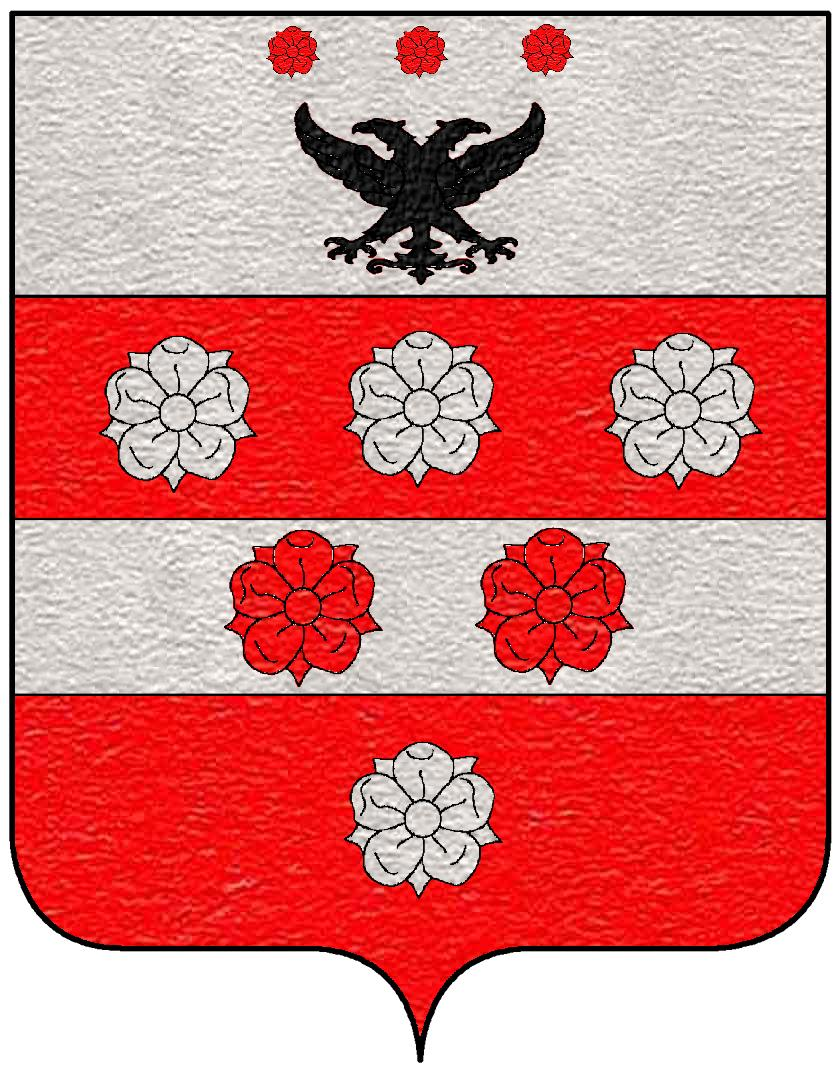
Stemma famiglia Bargagli

Palazzo Bargagli è un edificio storico di Siena situato in via Casato di Sopra, a pochi passi da piazza del Campo.

## Storia e descrizione
Costruito nel XVI secolo, è un tipico esempio di architettura manierista, anche se è stato oggetto di una forte restaurazione nel XVIII secolo. All'interno l'atrio è coperto a travi dipinte con l'aggiunta di mensole di tipo rinascimentale e le sale del primo piano  sono sovrastate da volte decorate di gusto neoclassico. Abitazioni private occupano l'edificio, di cui pertanto è prevista la visita solo dell'esterno.